# وولا روزکا
وولا روزکا (به لاتین: Wola Rudzka) یک روستا در لهستان است که در گمینا اوپوله لوبلسکیه واقع شده‌است.